# Troglocyclops janstocki
Troglocyclops janstocki – gatunek widłonoga z rodziny Halicyclopidae; jedyny przedstawiciel rodzaju Troglocyclops. Gatunek i rodzaj opisali w 1994 roku biolodzy Carlos Eduardo Falavigna da Rocha i Thomas M. Iliffe. Miejsce typowe znajduje się w jaskini Hatchet Bay Cave na wyspie Eleuthera na Bahamach.